# 纓唇蝠屬
纓唇蝠屬（学名：Trachops），哺乳綱、翼手目、葉口蝠科的一屬，而與纓唇蝠屬（纓唇蝠）同科的動物尚有美洲假吸血蝠屬（美洲假吸血蝠）、圓耳蝠屬（圓耳蝠）、矛吻蝠屬（矛吻蝠）等之數種哺乳動物。

## 下属物种
本属包括以下物种：
- 纓唇蝠 Trachops cirrhosus (Spix, 1823)，基异名：Vampyrus cirrhosus Spix, 1823